# Chmylica
Chmylica (ros. Хмылица) – wieś w Rosji, w rejonie wożegodskim obwodu wołogodzkiego. W 2010 r. liczyła 16 mieszkańców.